# Lactarius piperatus
Lactarius piperatus é um fungo que pertence à família de cogumelos Russulaceae. É a espécie-tipo do gênero Lactarius, cujos membros têm em comum a capacidade de produzir uma substância leitosa chamada genericamente de látex. O cogumelo possui um "chapéu" de cor branca a creme e que pode atingir até 16 centímetros de diâmetro. É convexo e o centro se parece com um funil. Sua face inferior apresenta delicadas lamelas de coloração clara, mas que adquirem uma tonalidade creme à medida que o fungo envelhece. A estipe (o "tronco" do cogumelo) é lisa, cilíndrica e branca, podendo chegar a 7 cm de altura.
A espécie foi descrita em 1753 pelo próprio criador da nomenclatura para os seres vivos, o sueco Carolus Linnaeus. Inicialmente batizada de Agaricus piperatus, recebeu vários nomes ao longo do tempo, prevalecendo hoje o sugerido por Persoon em 1797. O epíteto específico vem do adjetivo latino piperatus, que significa "apimentado"; uma referência ao sabor do látex. Vários nome populares da espécie também remetem a essa característica do cogumelo, tal como peppery milkcap em inglês e lactario picante em espanhol.
Na natureza, pode ser encontrado em toda a Europa, leste da América do Norte, no Japão, e também na Australásia, onde foi acidentalmente introduzido. Tal como um típico fungo micorrízico, forma uma relação simbiótica com várias espécies de árvore de folhas caducas, principalmente a faia. Os cogumelos se desenvolvem no verão sobre o solo das florestas, em pequenos grupos dispersos ou mesmo isolados. Às vezes cresce junto com Russula cyanoxantha e, devido à semelhança, pode ser confundido com R. delica e L. vellereus.
Apesar de às vezes ser descrito como não comestível, ou mesmo venenoso, L. piperatus é geralmente considerado comestível. Tem um sabor desagradável quando ingerido cru, tão apimentando que pode causar uma reação irritante nos lábios e na língua. Recomenda-se então algum tipo de preparo para que os cogumelos sejam consumidos. Podem ser fritos na manteiga com bacon e cebola, ou assados, como recheio de uma torta ou pastel. Na Finlândia, é costume fervê-los várias vezes, armazená-los em água salgada e depois refrigera-los, para serem servidos em conservas ou saladas. Estudos recentes mostraram outras utilidades do fungo além da culinária. Suas auxinas agem como hormônio de enraizamento de plantas, e o látex pode ser usado contra verrugas causadas por vírus.

## Taxonomia e classificação
A espécie Lactarius piperatus foi descrita pela primeira vez na literatura científica em 1753, no Segundo Volume da obra Species Plantarum do cientista sueco Carolus Linnaeus, o criador da nomenclatura binomial para os seres vivos. Nessa publicação pioneira, Linnaeus batizou o cogumelo com o nome de Agaricus piperatus. O epíteto específico escolhido por ele deriva do adjetivo latino piperatus, que significa "apimentado". Em 1797, o micologista sul-africano Christiaan Hendrik Persoon publicou o livro Tentamen dispositionis methodicae fungorum in classes, ordines, genera et familias, no qual transferiu a espécie para o gênero Lactarius e preservou o epíteto piperatus dado por Linnaeus, formando assim a nomenclatura binominal aceita atualmente. Lactaria piperata é ainda uma variante ortográfica aceita. Outros nomes foram atribuídos à espécie: Agaricus acris (Bulliard, 1785), Agaricus lactifluus var. piperatus (Persoon), Lactifluus piperatus (Roussel, 1806) e Lactifluus piperatus (Kuntze, 1891). Todos estes são hoje sinônimos obrigatórios de Lactarius piperatus.

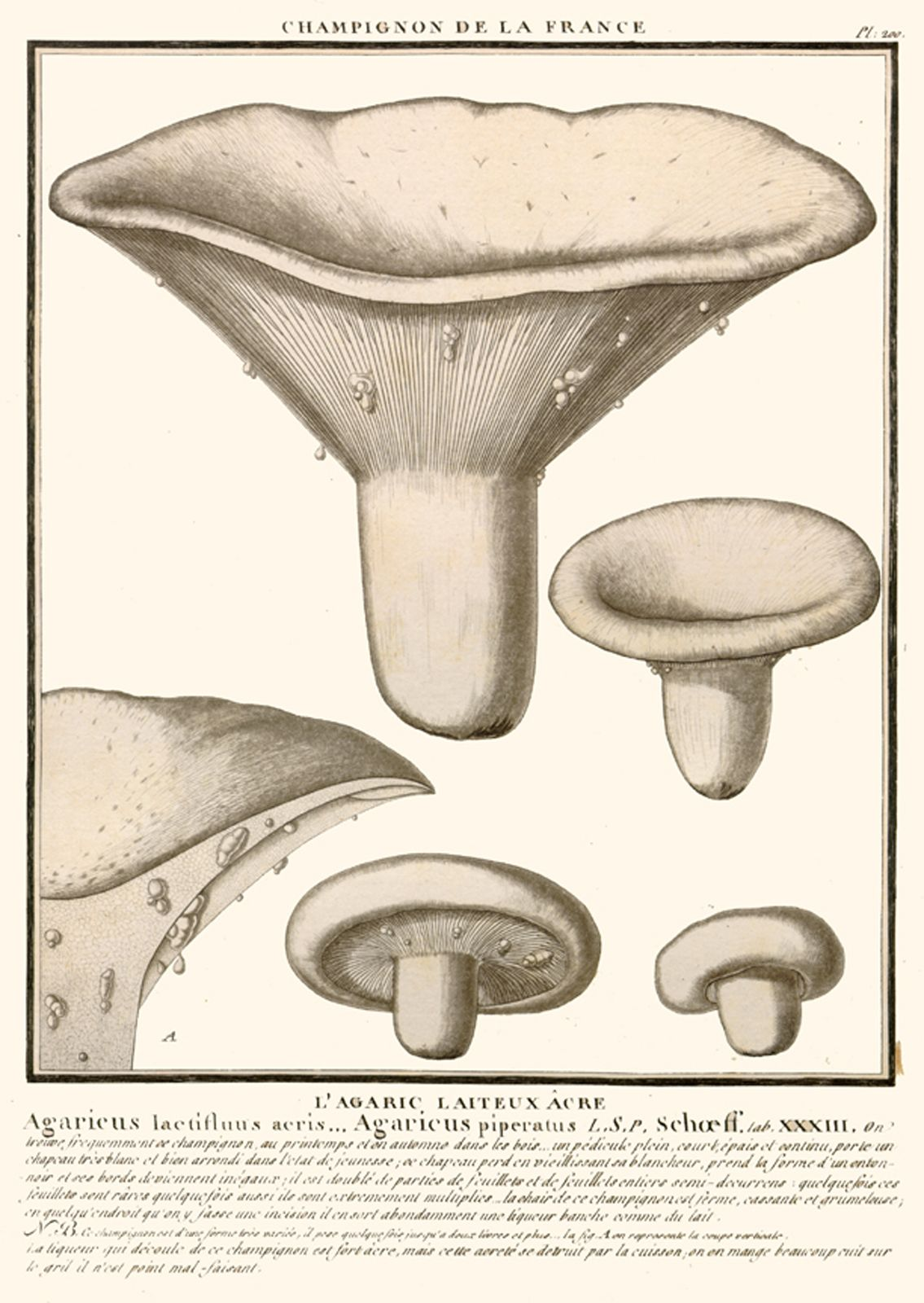
Ilustração original de Bulliard do século XVIII. Ele sugeriu o nome Agaricus acris, mas o termo não foi adotado.

Apesar de ser a espécie-tipo dos Lactarius e estar classificada neste gênero há mais três séculos, um trabalho publicado por Buyck et al., de 2008, levanta a possibilidade de uma reclassificação taxonômica da espécie e um possível rompimento com os Lactarius. Alega-se que L. piperatus estaria isolado de muitos outros cogumelos produtores de látex, sendo mais estreitamente relacionado com algumas espécies do gênero Russula.
Em 1962, Singer classificou o fungo dentro da seção Albati, cuja espécie-tipo é L. vellereus. Mais tarde, em 1979, os norte-americanos Lexemuel Hesler e Alexander Smith, na monografia deles sobre os Lactarius encontrados na América do Norte, dividiram a seção Albati em duas, Albati e Piperati, agrupando ambas no subgênero Lactifluus e tornando L. piperatus a espécie-tipo da seção Piperati. Outras espécies nesta seção incluem L. angustifolius, L. glaucescens e L. neuhoffii.
Os cogumelos que produzem látex são comumente conhecidos nos países de língua inglesa como milkcaps, e L. piperatus é popularmente chamado de peppery milkcap (termo recomendado pela Sociedade Micológica Britânica), peppery milk cap, pepper milkcap, peppery Lactarius, peppery milk mushroom, white peppery milk-cap, e outros nomes similares, todos fazendo referência ao sabor apimentado do fungo. Da mesma forma, é conhecido na Alemanha como Pfeffer-milchling (do alemão "pfeffer", pimenta) e nos países de língua espanhola como lactario picante. No Japão, seu nome popular é tsuchikaburi.

## Descrição
O píleo - o "chapéu" do cogumelo - do L. piperatus varia de 6 a 16 centímetros de diâmetro e é convexo com o centro em forma de funil. Possui uma coloração branca a creme, é glabro e sem brilho, e sua superfície pode tornar-se rachada em ambientes secos. A estipe, o "tronco" ou "caule" do fungo, é lisa e de cor branca, mede 3 a 7 cm de comprimento por 2 a 3 cm de espessura e tem formato cilíndrico, às vezes afilando em direção à base. Há uma espessa camada de carne branca e firme. As lamelas são decorrentes, ou seja, se estendem um pouco abaixo do comprimento da estipe. Elas são finas e muito próximas umas das outras, partilham a coloração branca do tronco, mas adquirem uma tonalidade creme à medida que o fungo envelhece. Tal como acontece com outras espécies de Lactarius, o cogumelo produz uma quantidade abundante de uma substância leitosa denominada látex. No caso do L. piperatus, tal líquido é branco, e quando seca pode permanecer desse cor ou adquirir um tom levemente amarelado, manchando as lamelas.

### Características microscópicas
O cogumelo produz uma impressão de esporos, técnica usada na identificação de fungos, de cor branca. Cada esporo mede 4,5 a 7,6 por 5 a 5,8 micrômetros (µm). Eles são hialinos (translúcidos) e, vistos lateralmente, têm forma elíptica ou subglobosa. Sua ornamentação é amiloide, o que significa que absorvem o iodo quando corados com o reagente de Melzer. São levemente verrucosos e com tênues linhas de conexão, formando um retículo incompleto; as proeminências atingem aproximadamente 0,2 µm de altura. Os basídios, as células portadoras de esporos, possuem quatro esporos cada, medem 36,5 a 48 por 6 a 8 µm, são hialinos e têm formato clavado. Os pleurocistídios - cistídios da face lamelar - são de dois tipos: os macrocistídios, que medem 35 a 82 por 5 a 9 µm, de formato quase clavado a cilíndrico, com conteúdos granulares hialinos, e os pseudocistídios filamentosos. Já os queilocistídios, cistídios na borda das lamelas, medem 35 a 56 por 5 a 9 µm, e estão sob a forma de macrocistídios.

### Variedade e espécies similares

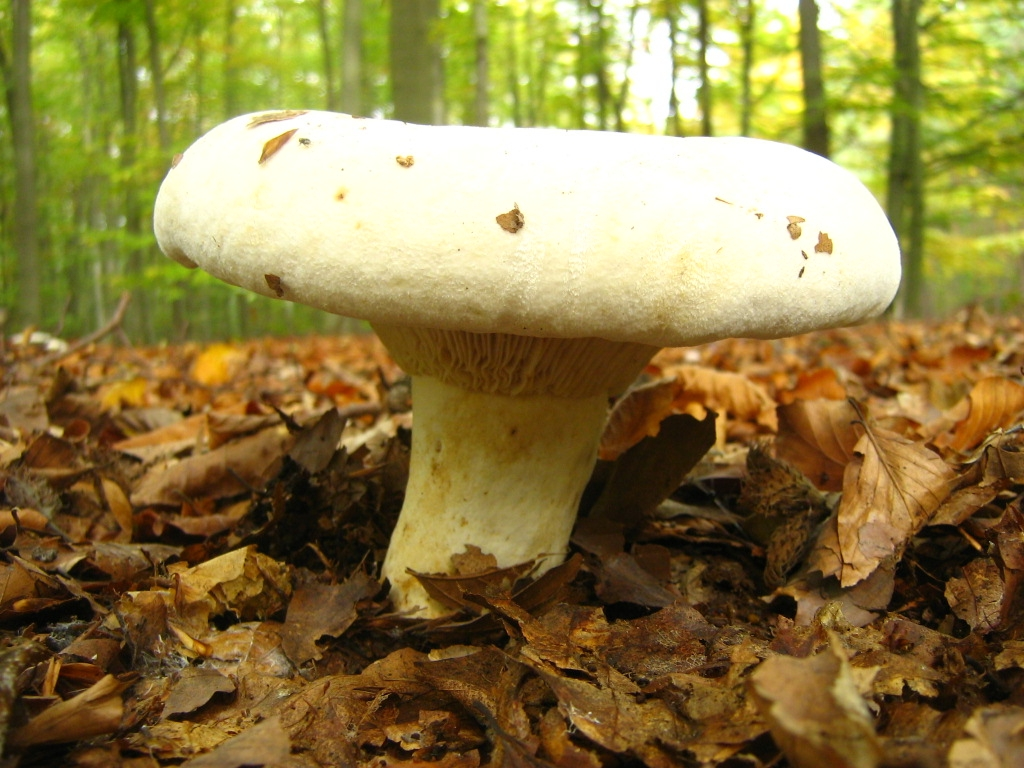
L. vellereus é parecido e pode ser confundido com L. piperatus.

L. piperatus var. glaucescens, também conhecido como L. glaucescens, é uma variedade descrita para L. piperatus por Crossland em 1900. Difere-se da variedade principal pelo seu látex, que quando seca adquire uma cor esverdeada. Uma espécie similar é L. vellereus. Maior e com uma estipe mais grossa, possui chapéu lanoso e lamelas menos "apertadas", mas não é tão alta como L. piperatus. Russula delica é similar em cor e forma, embora tenha lamelas adnatas azuis ou verdes e não produza látex. L. deceptivus também é semelhante, mas se diferencia por suas lamelas menos apertadas, borda do chapéu firme e látex de sabor menos acre.

## Ecologia, habitat e distribuição
Tal como todas as espécies do gênero Lactarius, L. piperatus é, ecologicamente, um fungo micorrízico, formando portanto uma associação simbiótica mutuamente benéfica com várias espécies de plantas. As ectomicorrizas garantem ao cogumelo compostos orgânicos importantes para a sua sobrevivência oriundos da fotossíntese do vegetal; em troca, a planta é beneficiada por um aumento da absorção de água e nutrientes graças às hifas do fungo. A existência dessa relação é um requisito fundamental para a sobrevivência e crescimento adequado de certas espécies de árvores, como alguns tipos de coníferas.
L. piperatus é encontrado na natureza no continente europeu, no nordeste da Turquia (região do Mar Negro), no Japão, e na parte leste e central da América do Norte, a leste do estado de Minnesota. A espécie foi introduzida acidentalmente na Australásia, onde é possível encontra-la associada tanto a árvores nativas como invasoras. Os cogumelos podem ser vistos sobre o solo em florestas de decíduas, particularmente sob a copa de faias, e podem ser encontrados durante todo o verão, outono e começo do inverno. É relativamente comum, embora não tão prevalente como o seu primo L. vellereus. L. piperatus é encontrado solitariamente ou em grupos dispersos. Às vezes, cresce junto com Russula cyanoxantha.

## Culinária e outros usos
Apesar de ser descrito por alguns especialistas como não comestível, ou mesmo venenoso, L. piperatus é geralmente considerado comestível. No entanto, seu consumo não é recomendado, devido ao sabor desagradável. É difícil de digerir quando comido cru, mas é usado como condimento quando seco. Pode ser consumido fresco após a parboilização, embora mesmo depois deste processo seu sabor ainda não seja considerado apetitoso. Alguns recomendam fritar os cogumelos na manteiga com bacon e cebola. Também pode ser preparado por decapagem, ou assado, como recheio de uma torta ou pastel. O látex tem um gosto muito quente e picante, mas que desaparece quando o fungo é fervido.
O cogumelo já foi bastante apreciado na Rússia, onde era colhido na estação seca quando outras espécies de cogumelos comestíveis ficavam escassos. L. piperatus também é popular na Finlândia, onde os cozinheiros têm que fervê-lo várias vezes, desprezando a água após cada fervura, e depois armazená-lo em água salgada e mantê-lo refrigerado, após o que é servido em conserva ou em saladas. Quando consumido fresco e cru, pode causar uma reação irritante nos lábios e na língua, que desaparece após uma hora. L. piperatus var. glaucescens foi relatado como venenoso, mas tem-se especulado que o "envenenamento" na verdade seria provocado mais pelo sabor extremamente forte e picante, do que pela presença real de algum alérgeno ou veneno.
L. piperatus é ingrediente de um prato raro e altamente apreciado na América do Norte, sendo uma das várias espécies que podem ser parasitadas pelo ascomiceto Hypomyces lactifluorum. Essa interação resulta numa crosta laranja-rosada sobre sua superfície que melhora o sabor. Também é uma fonte comum de alimentos para os esquilos-vermelhos.
Devido à presença de auxinas dentre os metabólitos de L. piperatus, ele pode ser utilizado como hormônio de enraizamento para auxiliar no crescimento de mudas de várias espécies de plantas, incluindo cor de avelã, faia e carvalho. No século XIX, era também usado como medicamento popular para a tuberculose, embora não tenha eficácia alguma contra esta doença. Mais recentemente, verificou-se que L. piperatus pode ser usado como agente antiviral, e seu látex tem sido usado contra verrugas causadas por vírus. As propriedades antioxidantes do cogumelo também foram analisadas, e constatou-se que corpos de frutificação maduros com esporos imaturos têm maior quantidade, e atividade, de compostos antioxidantes, como fenóis, flavonoides e licopeno.